# Balázs Ervin
Balázs Ervin (Budapest, 1948. november 27. –) Széchenyi-díjas magyar kertészmérnök, molekuláris biológus, növényvirológus, biotechnológus, a Magyar Tudományos Akadémia rendes tagja. Kutatási területei a növényvirológiai kórélettan, a növényi génsebészet, a genomika és az úgynevezett biosafety-szabályozás. 1990 és 2000 között a gödöllői Mezőgazdasági Biotechnológiai Kutatóközpont főigazgatója.

## Életpályája
1967-ben kezdte meg egyetemi tanulmányait a Kertészeti Egyetemen (2003-tól a Budapesti Corvinus Egyetem része). Itt szerzett kertészmérnöki diplomát 1972-ben. Ennek megszerzése után az MTA Növényvédelmi Kutatóintézet munkatársa lett. 1977-ben védte meg egyetemi doktori disszertációját az Eötvös Loránd Tudományegyetemen. Ezt követően 1978-ig az amerikai Cornell Egyetem növénykórtani tanszékén volt posztdoktor. 1980-ban a strasbourgi CNRS vendégkutatója volt, majd 1984–1986-ban a bázeli Friedrich Miescher Intézet tudományos munkatársa volt. Hazatérése után az MTA Növényvédelmi Kutatóintézet biotechnológiai osztályának vezetőjévé nevezték ki. 1989-ben a gödöllői Mezőgazdasági Biotechnológiai Kutatóközpont Növénybiotechnológiai Intézet igazgatójává, egy évvel később a kutatóközpont főigazgatójává nevezték ki. A központot tíz éven át, 2000-ig vezette. Ezt követően 2001 és 2004 között a központ Környezetbiotechnológiai Biztonsági Kutatóintézet igazgatója volt. 2005-ben az MTA Mezőgazdasági Kutatóintézet (Mártonvásár) alkalmazott genomikai osztály vezetőjévé nevezték ki. Közben kutatóprofesszori megbízást kapott. 2008-ban a kutatóintézet oktatási igazgatóhelyettese lett. Kutatóintézeti állásai mellett oktat is: a Gödöllői Agrártudományi Egyetem és a Budapesti Corvinus Egyetem címzetes egyetemi tanári címet adományozott számára. 1995-ben az ELTE-n habilitált, 1998-ban egyetemi magántanár lett.
1977-ben védte meg a biológiai tudományok kandidátusi, 1988-ban akadémiai doktori értekezését. Az MTA Mezőgazdasági Biotechnológiai Bizottságának, a Növényvédelmi Bizottságnak és az Általános Mikrobiológiai Bizottságnak, valamint a Veszprémi Akadémiai Bizottságnak (VEAB) lett tagja. 1995-ben megválasztották a Magyar Tudományos Akadémia levelező, 2001-ben pedig rendes tagjává. Közben a Környezet és Egészség Elnöki Bizottságba is bekerült. Akadémiai tisztségei mellett az ENSZ Élelmezési és Mezőgazdasági Szervezete (FAO) szakértője volt 1998 és 2002 között, emellett 1995-től az OECD és az UNESCO szakértője, programvezetője. A Magyar UNESCO-bizottság alelnöke.

## Munkássága
Fő kutatási területe a növényvirológiai kórélettan, a növényi génsebészet, a genomika és az úgynevezett biosafety-szabályozás.
Nevéhez fűződik számos növényi vírus (pl. az uborka és a karfiol mozaikvírusa, a burgonya Y és a szilvákat támadó himlővírus) elsődleges szerkezetének meghatározása, több esetében a világon elsőként. Az ezen a területen elért eredményeket használta fel, illetve vette alapul a direkt génátvitelre alkalmas növényi expressziós vektor elkészítésére. Kutatott a növényi RNS vírusok területén is, többek között azok bioszintézisével. Biotechnológiai kutatásaiban a vírusellenálló növényekkel foglalkozik, több ilyen fajt sikerült előállítania. A biosafety-szabályozásnál a biztonsági kérdéseken túl annak etikai problémájával is foglalkozik.
Több mint négyszáz tudományos publikáció szerzője vagy társszerzője, ebből kilenc könyvfejezet. Munkáit elsősorban magyar és angol nyelven adja közre.

## Díjai, elismerései
- Széchenyi-díj (2000)
- Blaise Pascal International Research Chair (2001)
- a Széchenyi István Egyetem Mezőgazdaság- és Élelmiszertudományi Kar díszdoktora (2004)
- International Institute of Biotechnology érme (2005)
- Manninger Rezső-emlékérem (2005)
- Ipolyi Arnold-díj (2008)
- a Louis Pasteur Egyetem díszdoktora

## Főbb publikációi
Angol nyelven
- Increased Levels of Cytokinin And Indoleacetic-acid IN Peach Leaves Infected With Taphrina-deformans (1975)
- Role of Cytokinins IN Systemic Acquired-resistance of Tobacco Hypersensitive TO Tobacco Mosaic-virus (1977)
- Nucleotide-sequence of Dna From AN Altered-virulence Isolate D/h of The Cauliflower Mosaic-virus (1982)
- Transcription of Cauliflower Mosaic-virus Dna - Detection of Promoter Sequences, And Characterization of Transcripts (1982)
- Nucleotide-sequence And Genome Organization of Carnation Mottle Virus-rna (1985)
- Cloning and sequencing of potato virus Y (Hungarian isolate) genomic RNA (1993)
- Behavior of Cucumovirus Pseudorecombinant and Recombinant Strains in Solannaceous Hosts (1997)
- Biological Resource Management – Connecting Science and Policy (2000)
- Molecular farming (2001)
- The DNA form of a retroviroid-like element is involved in recombination events with itself and with the plant genome (2004)
- From Crop Domestication to Super-domestication (2007)

Magyar nyelven
- Az ELISA technika alkalmazása a növényi vírusok kimutatása I–II. (összeállította, 1980–1982)
- A növényvírusok új csoportja a viroidok. A növényi RNS vírusok bioszintézise (1981)
- Növényi vírusgének és funkcióik (1996)
- A cukkini sárga mozaikvírus elleni rezisztencia kialakítása a köpenyfehérje gén beépítésével (2002)
- Növényi vírusok, vírusgének, betegségtünetek (2002)